# Felidhuatollen
Felidhuatollen är en atoll i Maldiverna. Den ligger i den sydöstra delen av landet,  mellan 55 och 95 kilometer söder om huvudstaden Malé. Tillsammans med den mindre, obebodda, Vattaruatollen, utgör den den administrativa atollen Vaavu.
Den består av 18 öar, varav fem är bebodda: Felidhoo, Fulidhoo, Keyodhoo, Rakeedhoo och Thinadhoo.